# 石川恭司
石川 恭司（いしかわ きょうじ、1965年6月25日 - ）は、島根県出身のサッカー審判員。元Jリーグ担当審判員。高校教諭。島根県立益田高等学校卒業。

## 来歴
- 1965年、島根県生まれ。
- 2000年11月に1級審判員を取得し、Jリーグで主に副審を担当。また、体育教諭として、島根県内の公立高校に勤務している。

## 審判歴
- 2004年以前：J1副審20試合/J2副審43試合
- 2005年：J2副審2試合
- 2007年：J2副審18試合
- 2008年：J1副審12試合
- 2009年：J1副審13試合/J2副審4試合
- 2010年：J1副審11試合/J2副審3試合
- 2011年：J1副審14試合/J2副審10試合